# Sabine Kliesch
Sabine Kliesch (geb. 5. Oktober 1964 in Eschwege) ist eine deutsche Medizinerin und Wissenschaftlerin. Sie leitet die Abteilung für Klinische und Operative Andrologie am Universitätsklinikum Münster und ist die erste weibliche Vorsitzende der Deutschen Gesellschaft für Andrologie.

## Werdegang
Sabine Kliersch absolvierte den finalen Teil ihrer ärztlichen Ausbildung von 1991 bis 1992 am Institut für Reproduktionsmedizin der Westfälischen Wilhelms-Universität Münster unter Leitung von Eberhard Nieschlag. Anschließend war sie als wissenschaftliche Mitarbeiterin an der Klinik für Urologie unter Leitung von Lothar Hertle und an der Poliklinik für Allgemeine Chirurgie unter der Leitung von Norbert Senninger tätig. Im Jahr 2000 wurde Kliesch Fachärztin für Urologie. Im Jahr 2006 erwarb Kliesch die Zusatzbezeichnung Andrologie und arbeitete als Oberärztin an der urologischen Abteilung. Im Jahr 2009 erhielt sie die Zusatzbezeichnung "Medikamentöse Tumortherapie". Im selben Jahr wandelte die Uniklinik Münster das Institut für Reproduktionsmedizin um in das Centrum für Reproduktionsmedizin und Andrologie, an dem Kliesch  Chefärztin der Abteilung für Klinische und Operative Andrologie wurde.

### Fachliches Engagement
Neben der Mitgliedschaft in mehreren Fachgesellschaften engagiert Kliesch sich zudem in Beratungsgremien. Seit 2011 ist sie im Beirat der Bundeszentrale für gesundheitliche Aufklärung und seit 2015 Mitglied des Wehrmedizinischen Beirats des Bundesministeriums der Verteidigung. Zudem gehört sie dem Wissenschaftlichen Beirat der Bundesärztekammer an. Im Jahr 2017 wurde sie Mitglied der gemeinsamen Ethikkommission der Ärztekammer Westfalen-Lippe und der Westfälischen Wilhelms-Universität Münster. Im November des Jahres 2022 wurde Kliesch als Präsidentin der Deutschen Gesellschaft für Andrologie wiedergewählt. Sie ist die erste weibliche Vorsitzende dieser Fachgesellschaft.

#### Mitgliedschaften
- Vorstand der Deutschen Gesellschaft für Andrologie
- Wissenschaftlicher Beirat der Bundesärztekammer[3]
- Deutsche Gesellschaft für Urologie, Vorstand von 2008 bis 2015
- Arbeitskreis Andrologie der Deutschen Gesellschaft für Urologie, Vorsitzende seit 2004
- Klinische Forschungsgruppe für Reproduktionsmedizin, Sekretär
- Arbeitskreis Urologische Onkologie der Deutschen Krebsgesellschaft, Vorstand von 2012 bis 2018
- German Testicular Cancer Study Group, Sprecherin seit 2012
- Gesellschaft für Medizinische Ausbildung, Schriftführerin von 1992 bis 1996

Internationale Fachgesellschaften
- European Union of Medical Specialists, Schatzmeisterin des  Multidisciplinary Joint Committee on Sexual Medicine
- European Association of Urology, Associate Member seit 2016
- European Germ cell Cancer Collaborative Group

Beratungsgremien
- Beirat der Bundeszentrale für gesundheitliche Aufklärung, seit 2011
- Fachgruppe „Ejakulatsuntersuchungen“ der Bundesärztekammer, seit 2012

## Privates
Kliesch betreibt Pferdezucht, besitzt mehrere Trakehner und ist seit 2017 Delegierte des Trakehner Zuchtbezirks Westfalen. Im Herbst 2018 wurde ihre Trakehnerstute New Dawn auf der Landesstutenschau mehrfach ausgezeichnet – unter anderem als "Landessiegerstute" des Jahres – und der von Kliesch gezüchtete Trakehner New Hope wurde Champion der Hengstfohlen. Im Dezember 2020 erhielt der schwarze Hengst, der ihr im Rahmen einer Mitbesitzergemeinschaft anteilig gehört, die Körung.
Neben ihrer wissenschaftlichen Arbeit tritt Kliesch in den Medien auf, so sprach sie in der SWR-Sendung Planet Wissen über die Leistungsfähigkeit männlicher Spermien.

## Ehrungen
- 2015 Ehrenpreis der Deutschen Gesellschaft für Urologie[8]
- 2016 Alexander von Lichtenberg-Preis der Deutschen Gesellschaft für Urologie
- 2019 Felix Martin Oberländer-Preis der Deutschen Gesellschaft für Urologie[1]

## Publikationen
Kliesch trägt als Autorin zu zahlreichen Fach- und Lehrbüchern bei, zudem ist sie als Herausgeberin und Übersetzerin an Publikationen beteiligt.
Als Herausgeberin:
- Der alternde Mann: Rat und Hilfe für gesundes Altern, Kohlhammer Verlag, 2008

Als Beitragende:
- Praxis der Männergesundheit: Prävention, Schulmedizinische Fakten, Ganzheitlicher Zugang, Thieme Verlag, 2002
- Standardoperationen in der Urologie, Thieme Verlag 2005
- Thiemes Pflege: Das Lehrbuch für Pflegende in der Ausbildung, Thieme Verlag, 2009
- Risiken und Komplikationen in der Urologie: systematisch – praxisnah – präventiv, Thieme Verlag, 2011
- Kinderwunschbehandlung in der gynäkologischen Praxis: Sinnvolle Diagnostik- und Therapiestrategien für Frauenärzte, Thieme Verlag, 2013
- Geschlechtsinkongruenz, Geschlechtsdysphorie und Trans-Gesundheit, Psychosozial-Verlag, 2021

Als Übersetzerin:
- WHO Laborhandbuch: zur Untersuchung und Aufarbeitung des menschlichen Ejakulates, Springer Verlag, 2012